# Volo Pacific Southwest Airlines 1771
L'incidente al volo Pacific Southwest Airlines 1771 fu un disastro aereo avvenuto il 7 dicembre 1987 nei pressi di Cayucos, California (negli Stati Uniti d'America), allorché un BAe 146 della compagnia PSA in servizio tra Los Angeles e San Francisco venne dirottato da un ex dipendente della US Airways (facente parte del medesimo gruppo), David Burke, al fine deliberato di farlo schiantare e "vendicare" il suo licenziamento da parte della compagnia aerea.
Tutti i 43 passeggeri e l'equipaggio a bordo dell'aereo morirono, cinque dei quali, compresi i due piloti, furono presumibilmente uccisi a colpi di arma da fuoco prima che l'aereo precipitasse.
L'incidente fu il secondo peggior omicidio di massa nella storia della California, dopo l'analogo incidente del Volo Pacific Air Lines 773 nel 1964, il secondo incidente mortale di PSA dopo il Volo Pacific Southwest Airlines 182.

## Velivolo ed equipaggio
L'aereo coinvolto era un British Aerospace 146-200A, che aveva volato per la prima volta il 24 novembre 1984 ed era stato consegnato alla Pacific Southwest Airlines il 7 dicembre, esattamente tre anni prima del dirottamento. L'aereo si chiamava The Smile of Stockton ed era alimentato da quattro motori turbofan Lycoming ALF502R-3.
L'equipaggio di volo era composto dal capitano Gregg Lindamood (43) e dal primo ufficiale James Howard Nunn (48), che lavoravano per la compagnia aerea rispettivamente dal 1973 e dal marzo 1987. Il capitano Lindamood aveva 11.000 ore di volo, di cui 1.500 sul BAe-146. Il primo ufficiale Nunn aveva 12.000 ore di volo, ma solo 300 di queste erano sul BAe-146. A bordo c'erano tre assistenti di volo: Debbie Nissen Neil (37), Debra Watterson Vuylsteke (32) e Julie Gottesman (20), impiegate dalla compagnia aerea rispettivamente nel 1970, 1977 e 1987.

## Antefatto

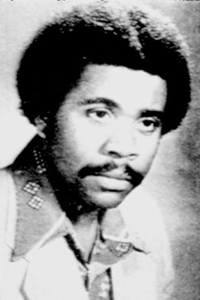
David Burke, responsabile della strage.

David Burke nacque il 18 maggio 1952 nel Regno Unito da genitori giamaicani: Uriah Altamont Burke Sr. (1919-1989) originario del villaggio di Maidstone, zona facente parte delle 14 parrocchie della giamaicana Manchester e da Winifred Iris (1916-2007). In seguito con la famiglia si trasferì negli Stati Uniti, nello stato di New York, a Rochester, dove iniziò a lavorare nel trasporto aereo.
Ben presto la sua condotta lavorativa destò perplessità: fu tra l'altro sospettato di sfruttare la possibilità di volare gratis con la compagnia aerea per cui era impiegato al fine di trasportare cocaina dalla Giamaica; nessuna accusa formale venne però formulata contro di lui. Alcune sue precedenti fidanzate e alcuni suoi conoscenti lo descrivevano come un uomo violento. Aveva anche delle denunce per lesioni verso le sue compagne e una figlia.
Per eliminare sospetti su di lui aveva scelto di trasferirsi dallo stato di New York a San Francisco infine facendo regolarmente il pendolare per Los Angeles. Questo sino al 1986 quando per sua comodità, risultava domiciliato (rapporto FBI) per il lavoro, al 121 West Sprint Street Apartment C, Long Beach lavorando per la US Airways che nel medesimo anno (1986) si era fusa con la Pacific Southwest Airlines. Giovedì 19 novembre 1987 fu per Burke il giorno del licenziamento da parte del suo superiore, Ray Thomson, a seguito di un furto di 69 dollari sottratti che furono trovati nelle ricevute dei cocktail serviti a bordo. Burke, a conferma delle accuse, è stato immortalato da una videocamera (all'epoca non molto diffuse se non nei luoghi maggiormente sensibili). 
A questo punto Thomson non voleva più a che fare con lui soprattutto per il motivo che esistevano su di lui molti sospetti su altri reati anche gravi. Burke tornò alla riscossa più che determinato a riavere il lavoro chiedendo clemenza ("leniency"). Il colloquio che deve essere stato piuttosto acceso si svolse nell'ufficio di Thomson all'aeroporto di Los Angeles intorno alle 14:00 del 7 dicembre 1987. Gerald Sterns, dell'ufficio legale per il risarcimento alle vittime dei voli ("USAIG": U.S. Aviation Insurance  Group) disse ai giornalisti che "chiese anche un supporto psicologico per problemi di droga e alcol". Aggiungendo che avrebbe subito cancellato il suo reclamo che aveva presentato contro la società aerea per "ingiusto licenziamento" se vi fosse stato il ritiro della denuncia di furto. Sebbene Burke avesse dichiarato di essere pronto per una riabilitazione cercando di convincere il suo superiore anche perché avendo figli aveva una famiglia da mantenere e il lavoro gli necessitava assolutamente, Ray Thomson risultò inamovibile dal suo proposito di licenziamento.
Secondo la testimonianza di Gerald Sterns (che curò le richieste di risarcimento per le famiglie dei passeggeri deceduti che fecero anche causa contro la famiglia di David Burke ritenendola più responsabile che la società aerea) entrambi gli uomini furono visti uscire dall'ufficio ma separatamente. Erano poi diretti per prendere il tragico volo 1771. Evidentemente, Burke, aveva previsto la risposta negativa, avendo con sé un'arma, probabilmente già prima nascosta nell'aereo (visto che poteva accedere come impiegato e che i controlli fino a questo episodio erano scarsi). Ha agito accecato dalla smodata sete di vendetta nei confronti del suo superiore avendo già premeditato l'azione criminale che avrebbe perpetuato.
Una segretaria ascoltata dagli inquirenti affermò di avere visto un "Burke sicuro di sé, quasi arrogante, quando è uscito verso le 14:30". Ma di avere anche visto Thomson "rosso in viso e con aria turbata". Probabile per la discussione finale che fu accesa, forse ricevendo una minaccia per la sua incolumità e per lo stress di questa decisione. Si sa che Thomson fu visto prendere molti appunti su un foglio durante l'incontro con Burke.
Altamont Burke jr. (nato nel 1960) residente ad Atlanta aveva confermato agli inquirenti che fu chiamato telefonicamente dal fratello David diventato furioso per il licenziamento. Da allora il suo comportamento era peggiorato visibilmente anche a testimonianza della sua ultima compagna, Jacqueline Camacho (una agente di volo USAir) a Los Angeles. Aveva precedente portato la Camacho e la figlia di sei anni in un viaggio forzato in auto di sei ore continuando a inveire nei confronti del capo che lo aveva licenziato.  Sapendo che Thomson faceva regolarmente il pendolare in aereo dalla sua casa di Tiburon, nella baia di San Francisco, architettò  il piano finale.  
Prima della sua folle azione lasciò inciso alla sua compagna nella segreteria telefonica questo messaggio:
David Burke, 35 anni, risultava essere un agente della società USAir (che assorbì l'anno precedente la PSA lasciandone il logo aziendale), inoltre era un passeggero abituale del volo PSA 1771, che usava per tornare a casa a San Francisco dal suo lavoro all'aeroporto di Los Angeles, anche se da un anno aveva affittato una casa a Long Beach.
Dopo il fallimentare colloquio con l'ormai ex datore di lavoro e  venuto a sapere che quest'ultimo avrebbe preso a sua volta tale volo, riacquistò nuovamente un biglietto, stavolta con l'obiettivo di "farla pagare" alla società  aerea per il suo licenziamento. Probabilmente questo è il vero motivo per cui non ha sparato singolarmente e subito a Thomson (in ufficio oppure nei pressi di casa sua, a Tiburon) preferendo la totale distruzione di un intero aeromobile della società con le vite dell'equipaggio e degli ignari passeggeri. 
Riservandosi il suicidio finale, Burke si è sottratto alla legge penale, come 23 anni prima avvenne col dirottatore-omicida del tragico volo 773 della Pacific Air Lines. Era stato ascoltato dagli agenti FBI anche l'altro fratello più vecchio, Allan Burke (nato 1950), che aveva sempre cercato di difendere la memoria del fratello anche se colpevole.
Grazie alle sue credenziali dell'US Airways, che aveva omesso di restituire alla compagnia che neppure si era premunita di richiedergli indietro, Burke poté salire a bordo del quadrimotore BAe 146 della PSA armato di pistola, probabilmente già precedentemente nascosta sull'aereomobile destinato quel giorno a svolgere il volo 1771. Lo ha potuto fare evitando i controlli di sicurezza all'aeroporto di Los Angeles (la società Ogden Allied Security Co.) che poi era finita sotto inchiesta.. Tali controlli da allora diverranno obbligatori per tutti, anche per i piloti e gli assistenti di volo, oltre il personale di terra addetto alle manutenzioni.
Quel poco rimasto dei resti biologici del suo corpo sono stati restituiti alla famiglia Burke e sepolti al cimitero di Riverside.

## Il volo

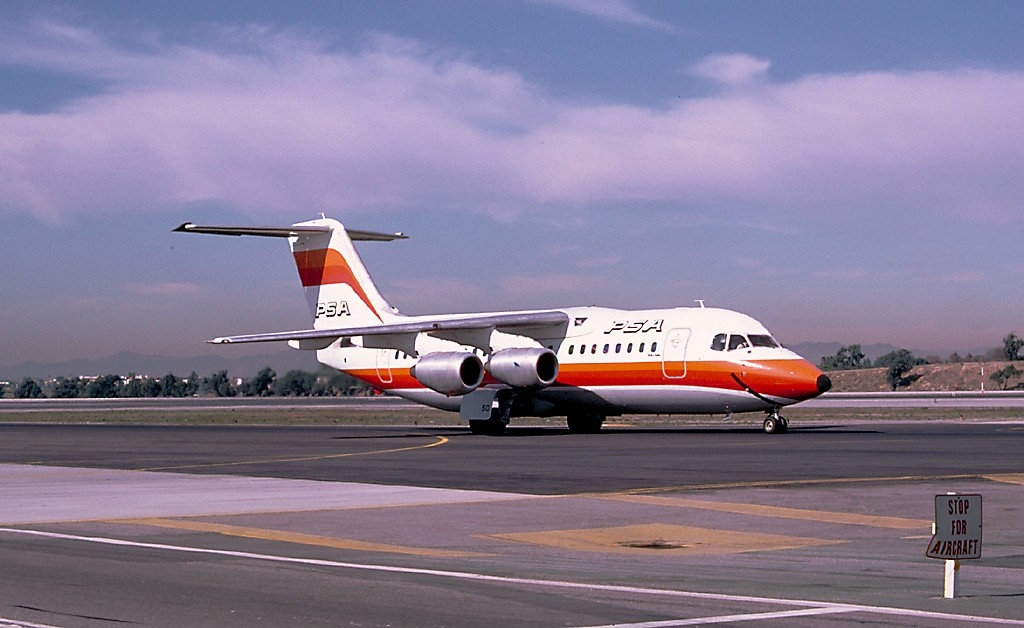
L'aereo coinvolto nella catastrofe, immatricolato N350PS fotografato all'aeroporto di Los Angeles l'anno prima, nel 1986

Come precedentemente detto questo tragico fatto era stato causato da quando "l'USAir" (che aveva recentemente acquistato Pacific Southwest Airlines, la "PSA") ha licenziato David A. Burke, un agente di biglietteria, per un piccolo furto di circa 70 dollari dalle ricevute dei cocktail di bordo ma che oltre il furto era pure stato sospettato di coinvolgimento in un giro di narcotici. Dopo aver incontrato Ray Thomson, il suo manager, nel tentativo fallito di essere reintegrato, Burke acquistò un biglietto sul volo PSA 1771, un volo giornaliero dall'Aeroporto Internazionale di Los Angeles (LAX) all'Aeroporto Internazionale di San Francisco (SFO). Thomson era un passeggero del volo, che prendeva regolarmente per i suoi spostamenti quotidiani dal suo posto di lavoro al LAX a casa sua, a Tiburon, nella zona della Baia di San Francisco. Il volo 1771 è partito da LAX alle 15:31 PST, con arrivo a San Francisco alle 16:43.
Sebbene licenziato, Burke aveva ancora le credenziali, i pass, come dipendente USAir, in più ora era armato con un revolver di notevole potenza, una Smith & Wesson Model 29 .44 Magnum che aveva preso in prestito da un collega della USAir, Joseph Dravik, residente a Foster City, nel mese di novembre a San Francisco (come confermato in seguito agli investigatori da Dravik stesso) insieme a una scatola di 12 proiettili.
A questo punto, Burke è stato in grado di aggirare il normale checkpoint di sicurezza dei passeggeri all'aeroporto di Los Angeles. Ha ottenuto l'accesso all'aereo attraverso la porta dell'equipaggio chiusa a chiave utilizzando il codice di accesso inciso sopra la serratura, come riportato da uno degli avvocati (Gerald Sterns) che rappresentano le famiglie di due passeggeri morti. Non si sa anche se dopo o prima essere salito sull'aereo, (visto che aveva il pass) Burke ha scritto un messaggio su una borsa per il mal d'aria (chiamata Vomit oppure vomiting bag o più elegantemente, sickness bag), inoltre una questione che mai si saprà è se il messaggio fu consegnato a Thomson dandogli il tempo per leggerlo prima di sparargli. Probabilmente, avendo la busta con lo scritto, può essere andata secondo una ricostruzione per i media: sì è alzato dal sedile qualche fila dietro Raymond Thomson per andare alla toilette per preparare la pistola passandogli davanti e senza dire nulla gli avrà buttato sul tavolino estraibile (o sulle gambe o dentro un giornale se leggeva) la vomit bag con il farneticante scritto. La nota ritrovata fra i reperti diceva:

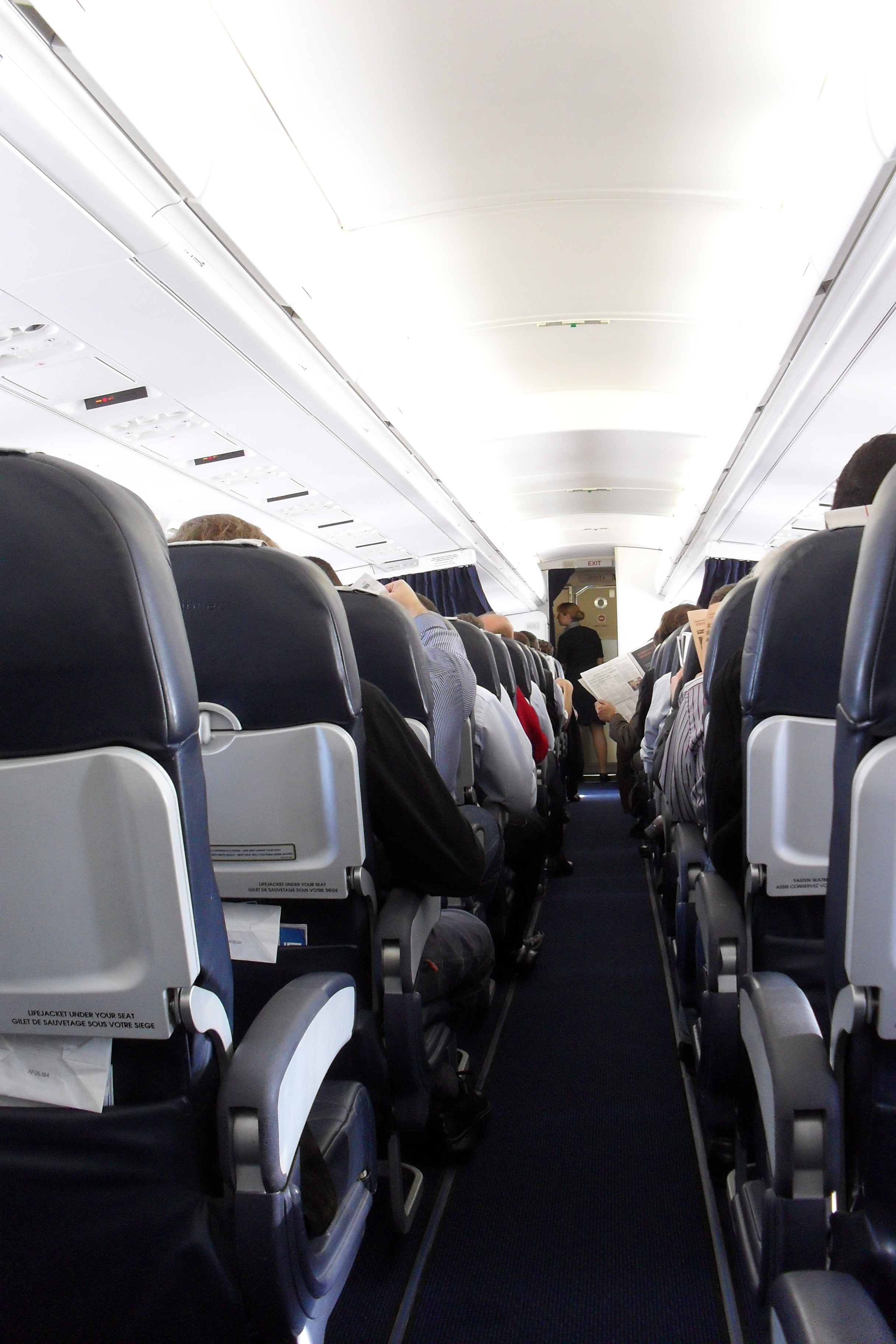
L'interno di un BAe 146 Avro RJ può dare l'idea dell'ambientazione e spazio nel quale si svolse la tragedia

Mentre l'aereo si trovava in crociera a circa 6 700 metri s.l.m., il Cockpit Voice Recorder registrò il suono di una persona entrare ed uscire dalla toilette; pochi istanti dopo, mentre pilota e co-pilota si stavano informando sulle turbolenze, si udirono due spari nella cabina passeggeri, probabilmente esplosi da Burke contro Thomson, seguiti dalle urla di terrore dei passeggeri.
Immediatamente il co-pilota immise nel transponder il codice 7700 (indicativo di "emergenza generica") e avvertì il controllo del traffico aereo di aver udito il rumore dei colpi d'arma da fuoco: questa rimase l'ultima comunicazione radio giunta dal volo 1771.

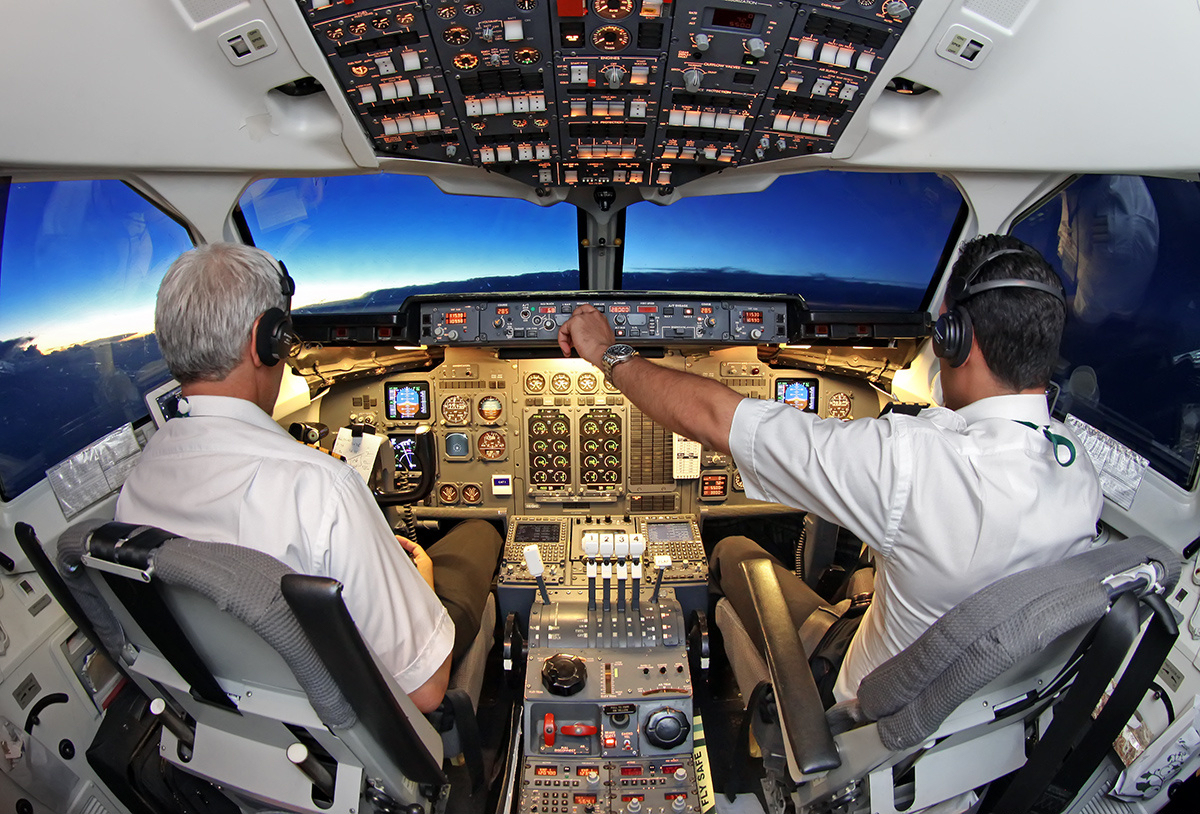
La cabina di pilotaggio di un BAe 146 Avro RJ del 1993

A questo punto la scatola nera registrò il rumore della porta della cabina di pilotaggio che si apriva e una voce femminile, verosimilmente di una hostess, (riconosciuta poi essere Deborah Ellen Debbie Nissen Neil, nata nel 1950), che diceva all'equipaggio: "Abbiamo un problema". Il comandante fece in tempo a rispondere: "Che genere di problema?", dopodiché si udì un nuovo sparo (probabilmente  quello che uccise l'assistente di volo) e la voce di Burke annunciare: "Sono io il problema".
Il dirottatore quindi esplose altri colpi di pistola contro i membri dell'equipaggio, così da ucciderli immediatamente (o ferirli molto gravemente considerata anche la potenza del calibro in dotazione), quindi (come desunto dall'analisi combinata di CVR - che registrò l'aumento del rumore del parabrezza - e Flight Data Recorder) si avvicinò ai comandi, mise le manette dei motori al massimo e spinse in avanti la cloche, posizione poi facilmente tenuta dai corpi dei piloti morti adagiati in avanti. Non avendo certo più il tempo (e la forza considerando che l'aeromobile era portato in assetto verticale) di liberare un posto perché occupati dai piloti (sicuramente deceduti), forse rimase nei pressi della porta (dalla parte interna) della cabina di pilotaggio ad attendere la fine tenendo sempre l'arma in pugno.

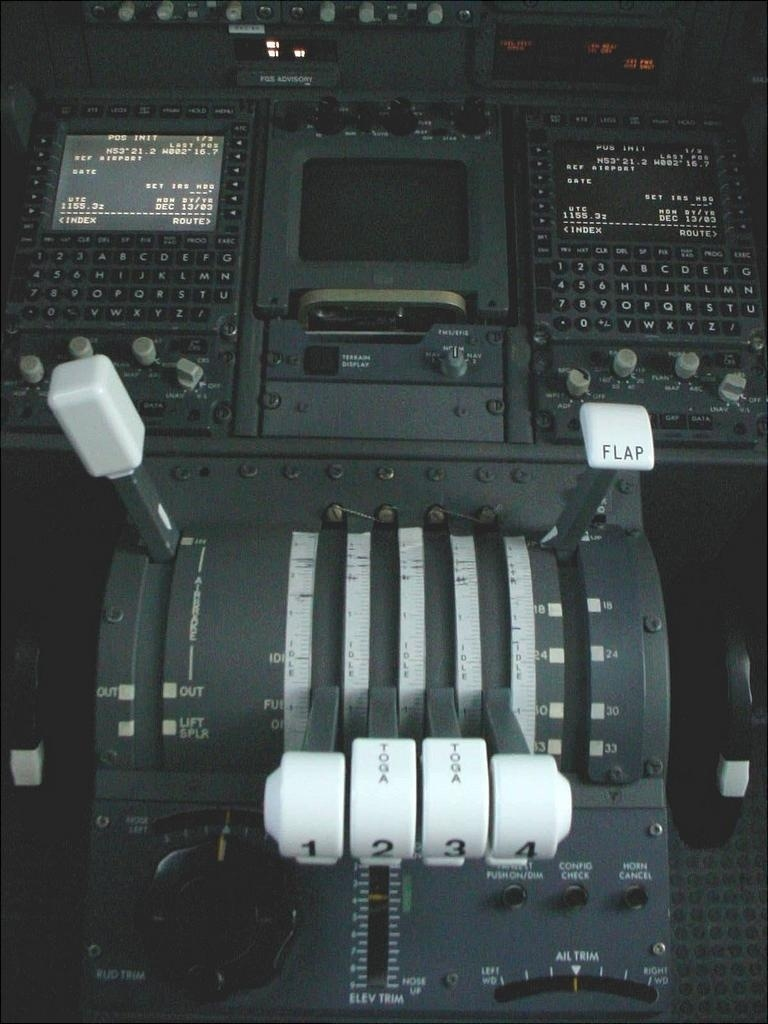
Il thrust lever detto anche throttle (manette) per dare o togliere potenza ai reattori di un British Aerospace BAe 146. A Dx: il comando dei flap; a Sx: quello per la discesa o il rientro dei carrelli (landing gear)

Poco dopo venne registrato un ulteriore sparo, che verosimilmente uccise un altro pilota, non in servizio, che era presente a bordo ma seduto fra i passeggeri e che aveva tentato (unica e ultima speranza di salvezza per tutti) di riprendere in tutta fretta il controllo del mezzo. Si trattava di Douglas Milan "Doug" Arthur, nato nel 1943, capo pilota della PSA, in servizio dal 1975 con 7.500 ore di volo. Sua moglie, Nikki St. Germain (1949-2005) era a San Francisco la direttrice dell'ufficio prenotazioni PSA. E il fratello di Nikki, Donald St. Germain, assistente di volo, perì a bordo del Volo 182 a San Diego (1978). L'ipotesi che Burke si fosse suicidato con questo colpo (invece di quello destinato al pilota Doug Arthur che probabilmente cercava di entrare nella cabina di pilotaggio) venne esclusa poiché si trovò un frammento della falange dell'attentatore sul grilletto, segno che l'arma era stata tenuta saldamente fino all'impatto.
Alla fine dei conti tutti i sei proiettili nel tamburo furono sparati dalla .44 Magnum: i tre con i più alti decibel registrati nel più angusto spazio della cabina di pilotaggio: per il comandante, il pilota e l'hostess vicina all'ingresso. Per i rimanenti altri tre: due riservati a Thomson e l'ultimo per il pilota Doug Arthur. 

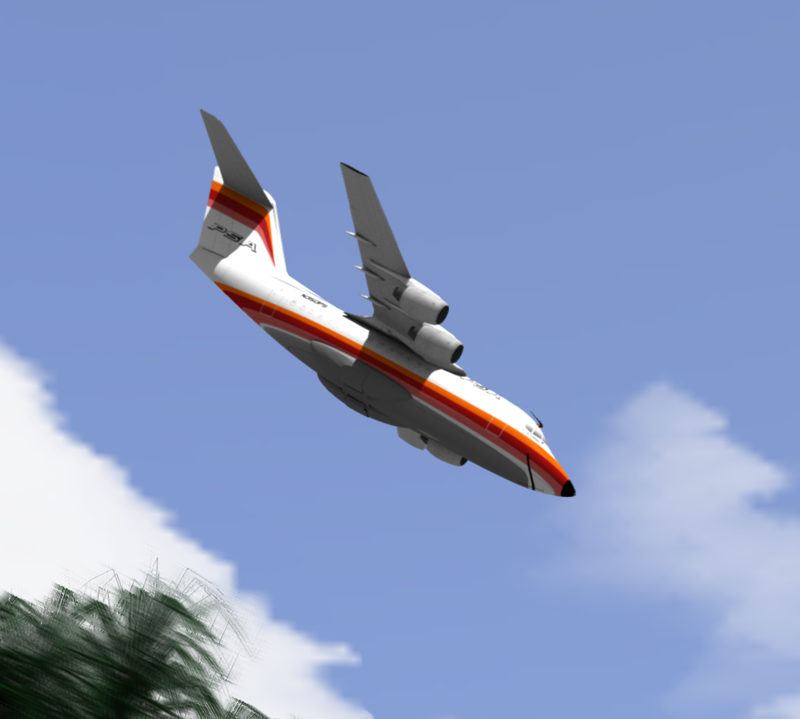
La terribile scena del PSA "N350PS", ricostruito in 3D, mentre scende senza più controlli verso la sua totale distruzione con molti occupanti ancora vivi

L'aereo andò quindi in velocissima picchiata e si schiantò alle 16:16 nelle montagne di Santa Lucia (Santa Lucia Range), non lontano da Paso Robles, ad una velocità approssimativa di 1240 km/h, di poco superiore a quella del suono, disintegrandosi completamente. La forza dell'impatto fu tale da sminuzzare i corpi delle 43 persone a bordo, tanto che il più grande resto umano rinvenuto fu un piede protetto dalla sua scarpa. I resti di 27 passeggeri non vennero mai identificati.
Il primo motivo che destò meraviglia agli inquirenti furono i resti ridotti in micro-pezzettini come un foglio di giornale strappato e ridotto in piccoli brandelli: il piccolo aereo, infatti, era caduto così velocemente da polverizzarsi all'impatto. Oltre il già citato resto del piede, il rinvenimento, dietro un arbusto, dei resti spezzati della potente arma col dito di Burke: la .44 Magnum aveva la canna spezzata, integra solo dal fusto con il tamburo fino al grilletto con la sua guardia, ma con l'impugnatura (il calcio) senza le guancette, ossia il rivestimento. Poi la "vomit bag" volata più lontano, salvatasi delle fiamme con il messaggio di commiato che ha subito aperto un'altra pista investigativa. E pochi altri frammenti che si salvarono perché rimbalzati sul suolo sottraendosi alle fiamme che consumarono i resti dell'aereo. Furono necessari due giorni di scavi per poter rinvenire tutti i frammenti metallici, plastici, biologici sepolti sotto la terra smossa, classificarli, fotografarli e custodirli in buste sigillate e numerate.
Riguardo Joseph Dravik, il proprietario dell'arma ceduta a Burke, non fu denunciato perché a differenza delle legislazioni europee, in USA vi è sempre stata ampia libertà di porto d'armi anche di calibri proibiti, militari. L'FBI aveva confermato che Dravik non sarebbe stato denunciato perché risultante "un cittadino innocente che ha imprestato un'arma ad un amico" senza minimamente conoscere "l'uso che questi ne avrebbe fatto". Vi è reato solo se c'è la complicità in atto all'operazione, qui non esistente.

## Passeggeri e conseguenze
Dopo il disastro vennero introdotte numerose leggi federali, tra cui una per imporre l'immediato ritiro delle credenziali dopo un licenziamento ed estendere le medesime misure di sicurezza adottate per i passeggeri ai membri degli equipaggi e agli addetti alle manutenzioni e pulizie.
Risultò anche all'epoca, sempre riguardo la sicurezza, un fattore estremamente  negativo: l'aeroporto di Los Angeles era considerato fra i peggiori. Si può capire ora come David Burke, munito di pass e sicuramente conosciuto dagli addetti alla sicurezza, sia riuscito a penetrare in molte aree aeroportuali (compreso l'interno degli aerei) senza problema. Questo episodio ha causato il totale cambio della gestione della sicurezza diventata giustamente molto più restrittiva. Oggigiorno inoltre rafforzata dalla presenza della Transportation Security Administration.
L'incidente provocò la morte di tre executive manager e del presidente per gli USA della Chevron Corporation, carica che aveva dal 1984, James R. Sylla, nato nel 1934 a Chicago Heights, residente nella Contea di Marin, accompagnato dal vice-presidente Owen F. Murphy (nato 1927), Jocelyn G. Kempe (nato 1931) e Allen F. Swanson (nato 1942). Inoltre viaggiavano altri 3 membri del direttivo della Pacific Bell, compagnia di telecomunicazioni, che aveva a bordo alcuni dirigenti (Wayne Nelson, Tony Cordova, Earl Webb): questo fatto portò all'introduzione, in molte Società, di regolamenti interni atti a evitare la presenza sullo stesso volo di un eccessivo numero di alti manager, una situazione che potrebbe decapitare un intero consiglio di amministrazione. Una simile misura cautelare esiste già per i membri della famiglia reale inglese. Lo stesso Presidente mondiale e fondatore del gruppo Standard Oil (che aveva acquisito la Chevron) il petroliere  George K. Keller (1924-2008) adottò un provvedimento restrittivo sulla presenza dei vertici aziendali sugli stessi mezzi di trasporto. Fra i passeggeri anche lo scienziato Wolfgang Stedemann (dell'allora Germania Ovest) della Società Max Planck di Lindau, impegnato per conferenze presso l'AGU: American Geophysical Union.
Nella sezione "Giardino della Speranza" del Los Osos Valley Memorial Park, una lapide in granito e bronzo onora le 42 vittime del volo 1771, e un certo numero di passeggeri e dell'equipaggio sono sepolti in quel cimitero.
La James R. Sylla School Sunny Hil della città  californiana di San Anselmo, nella Contea di Marin è stata dedicata allo sfortunato presidente della Chevron.

## Il volo PSA 1771 nei media
Il volo PSA 1771 è stato analizzato nella puntata Blocco ai reattori della undicesima stagione del documentario Indagini ad Alta Quota trasmesso da National Geographic Channel.